# 브리트니 스노
브리트니 스노(Brittany Snow, 영어 발음: /ˈbrɪtəni/, 1986년 3월 9일 ~ )는 미국의 배우이다. 연속극 《가이딩 라이트》(1998-2001)를 통해 2001년 제22회 젊은 예술가상 주간 TV 시리즈 부문 여우주연상을 수상했다.

## 출연 작품

### 영화
- 피치 퍼펙트 (2012) - 클로이 빌 역
  - 피치 퍼펙트 2 (2017)
  - 피치 퍼펙트 3 (2017)
- Dial a Prayer (2015)
- 행맨 (2017) - 크리스티 데이비스 역
- 부시위크 (2017)

### 텔레비전
- 가이딩 라이트 (1998-2001)
- 나이트 에이전트 (2023)